# بينجامين هيلستاد
بينجامين هيلستاد (بالنرويجية البوكمول: Benjamin Helstad)‏ هو موسيقي وممثل نرويجي، ولد في 26 يونيو 1987 بأوسلو في النرويج.

## وصلات خارجية
- بينجامين هيلستاد على موقع IMDb (الإنجليزية)
- بينجامين هيلستاد على موقع ألو سيني (الفرنسية)
- بينجامين هيلستاد على موقع أول موفي (الإنجليزية)
- بينجامين هيلستاد على موقع قاعدة بيانات الأفلام السويدية (السويدية)
- بينجامين هيلستاد على موقع قاعدة بيانات الفيلم (الإنجليزية)
- بينجامين هيلستاد على موقع كينوبويسك (الروسية)